# 西苑站 (北京市)
西苑站是一个位于中国北京市海淀区青龙桥街道颐和园路和万泉河路交叉口西北側，属于北京地铁4号线和16号线，以及远景规划的15号线二期的地铁换乘站。在最初确定4号线的站名时，此站由“颐和园站”重命名为“西苑站”。4号线车站于2009年9月28日随北京地铁4号线正式开通投入使用，16号线车站则于2016年12月31日启用。
该站是西苑交通枢纽的一部分。

## 位置
西苑站位于颐和园路上，颐和园东宫门以东，万泉河快速路西侧，车站地处颐和园路、万泉河路以及万泉河快速路高架桥交汇处的西北，北临西苑公交枢纽（又称一亩园公交枢纽），4号线车站沿颐和园路呈大致西北–东南向布置，16号线车站位于万泉河高架桥南侧的西苑枢纽站地底。

## 车站设计

### 车站楼层
4号线西苑站为地下岛式车站，主体位于西苑枢纽南侧；16号线西苑站为地下三层岛式车站，在4号线车站北侧，地下一层为站厅层（与4号线通过双向通道实现换乘），地下二层为设备层，地下三层为站台层；16号线在西苑站东南侧下穿4号线。
| 地面                     | 地面                                | 西苑交通枢纽、A－C出入口         |
| 地下一层 4、16号线站厅层 | 站厅                                | 安全检查、自动售票机、客服中心等 |
| 地下二层 4号线站台层     | 16号线设备区                        | 16号线车站设备                   |
| 地下二层 4号线站台层     | █ 4号线往安河桥北（北宫门）         |                                  |
| 地下二层 4号线站台层     | 島式月台，左側開门                  |                                  |
| 地下二层 4号线站台层     | █ 4号线往天宫院（大兴线）（圆明园） |                                  |
| 地下三层 16号线站台层    |                                     | █ 16号线往北安河（农大南路）     |
| 地下三层 16号线站台层    | 島式月台，左側開门                  |                                  |
| 地下三层 16号线站台层    | █ 16号线往宛平城（万泉河桥）        |                                  |

### 站厅及换乘
西苑站分为4号线和16号线两个站场，两线站厅均位于地下一层，并通过120米长的Y字形双向换乘通道连接。
4号线西苑站站厅及站台的立柱两侧装饰有白色万字锦浮雕，另外两面则贴以朱紅色马赛克砖，顶棚则镶有红色装饰铝条，从而体现古典画廊的装饰风格。
16号线西苑站的站厅面积为2642平方米，采用交替排列的红色与米黄色立柱，立柱底部均为古铜色，墙身则为米黄色，且与16号线首开段其余车站一样不设吊顶，因此站厅层高度达4.6米。

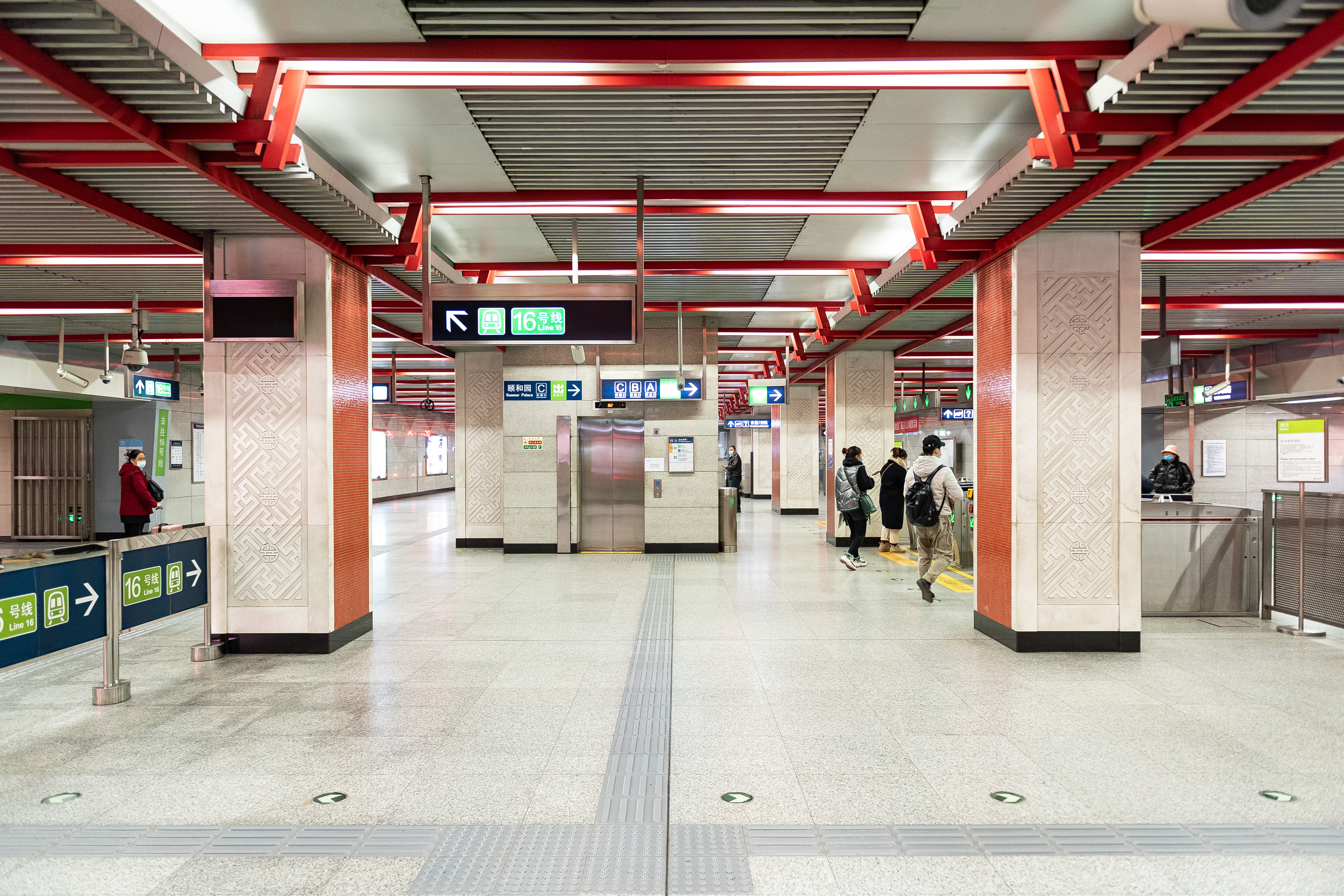
4号线西苑站站厅，北侧为换乘通道口（2021年3月摄）
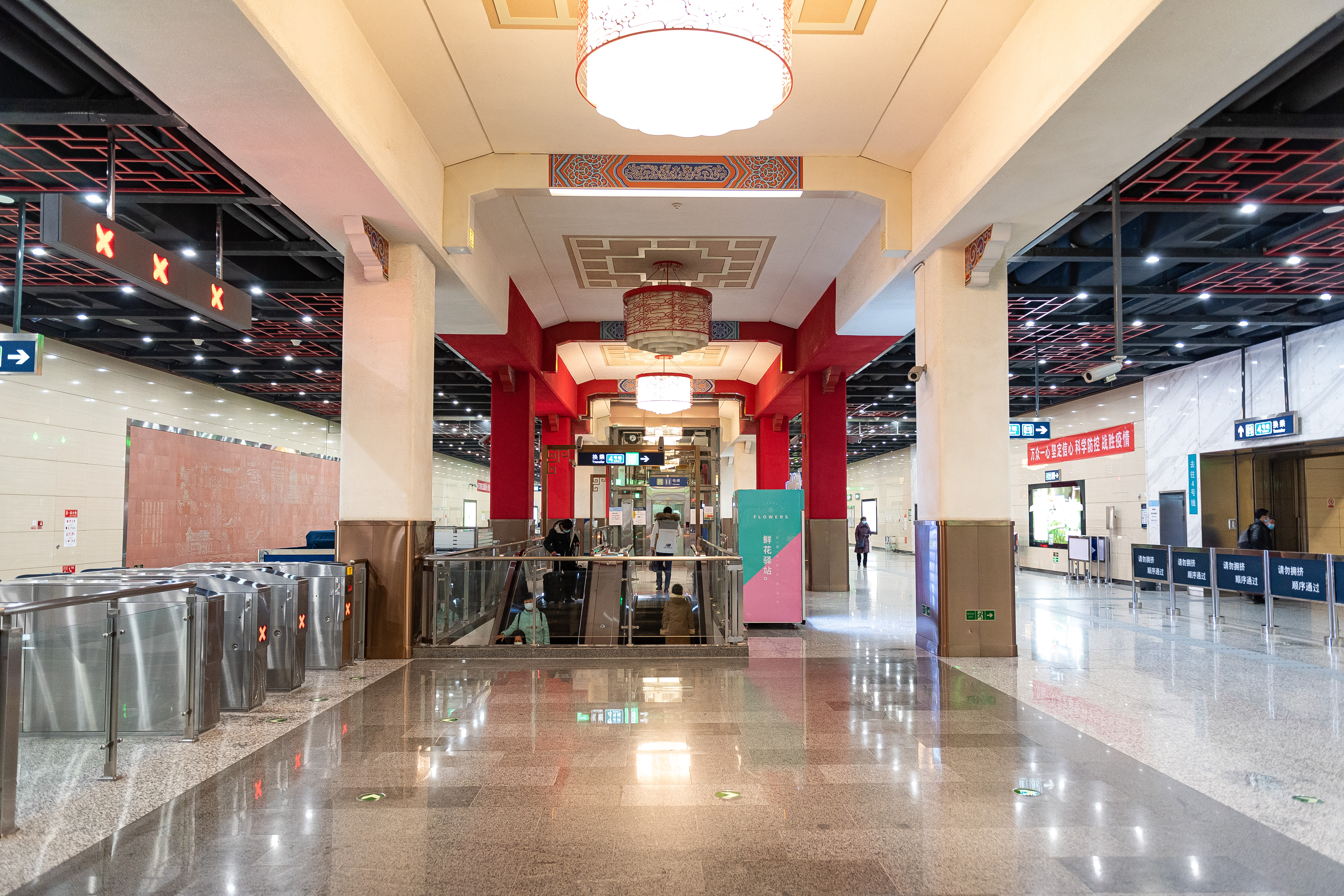
16号线西苑站的站厅层，北侧为壁画《福山寿海》，南侧为换乘通道口（2021年3月摄）
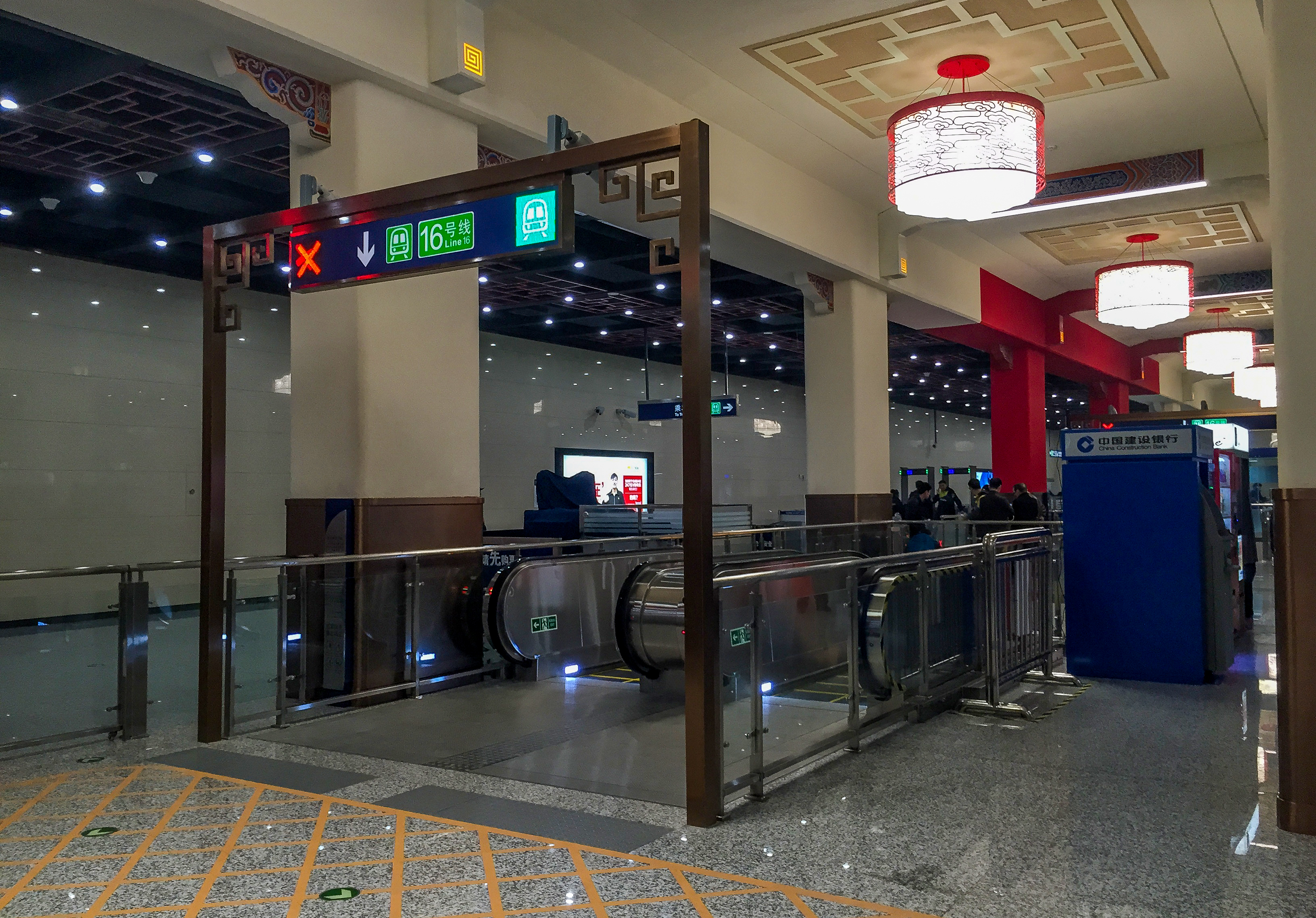
16号线西苑站站厅层扶梯口（2016年12月摄）
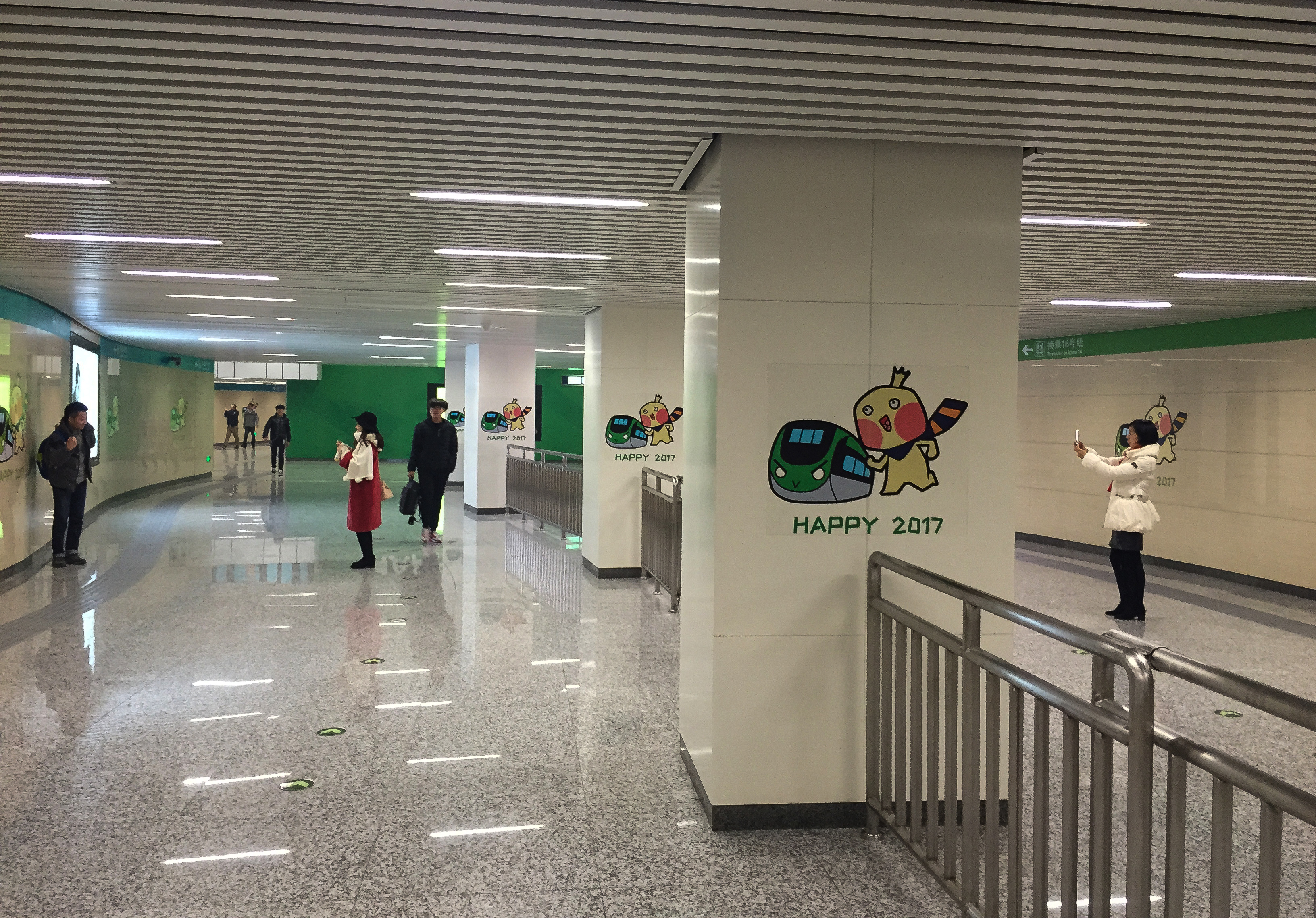
西苑站换乘通道中部，可见北侧的分歧点（2016年12月摄）
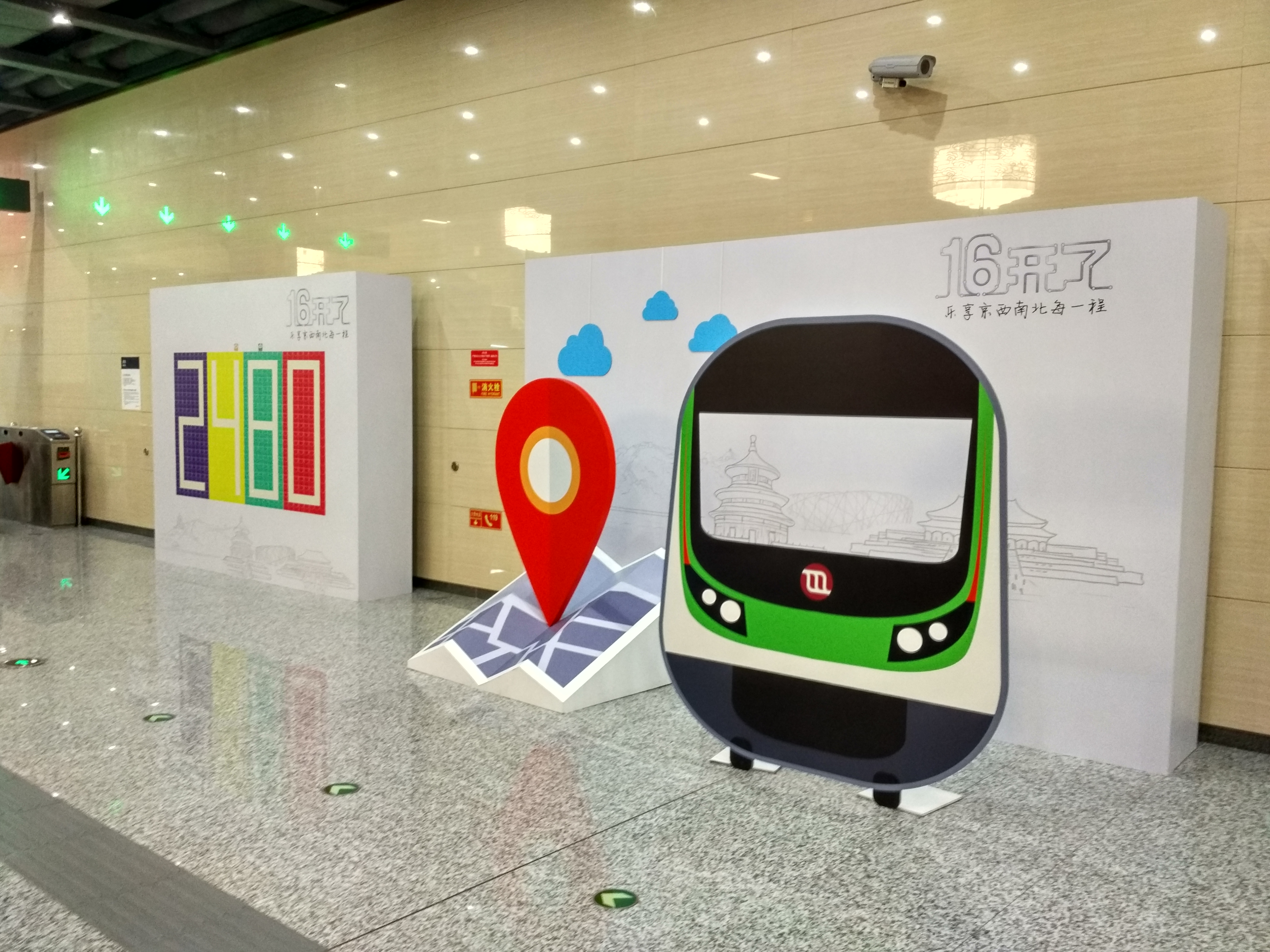
位于16号线站厅的开通宣传材料，左侧的“2480”代表16号线的8A型车最大载客量

### 站台
西苑站4号线站台位于颐和园路地底，16号线站台位于西苑交通枢纽地底，两线站台均为岛式站台，中央均设有通往车站大堂的直梯。作为16号线首开段的终点站，16号线西苑站开通初期采用西端渡线站前折返模式，只使用北侧站台，到2020年11月16日启用南侧站台清客。直至2020年12月31日16号线中段（西苑～甘家口）开通后，16号线本站成为中途站。

## 出入口
在16号线开通前，西苑站共有四个出入口：西北 (A) 口、东北 (B) 口、东南 (C1、C2) 口。 A口、B口连接西苑交通枢纽地下一层，可到达地面的西苑交通枢纽集散厅，C2口距颐和园东宫门较近。16号线开通后，本站在西苑枢纽东侧新增B2口，使出入口数量增至5个，同时西苑枢纽内的原B口改为B1口。A口设有连接地面与站厅层的直梯。各出入口均设有指示牌显示出入口周边的建筑物及设施列表。
|                       |              | |      |                |
|                       |              | |      |                |
| 編號                  | 指示         | 建議前往的目的地                                                                                   | 照片 | 无障碍设施图片 |
| 连通 4号线 16号线站厅 |              | |      |                |
| 出口 · A · 升降机标志 | 西苑交通枢纽 | 颐和园路（北侧）、西苑交通枢纽、国际关系学院、学习时报、万泉河路、西苑北桥                         |      |                |
| 出口 · B · 1          | 颐和园路     | 颐和园路（北侧）、西苑交通枢纽、北大园丁宿舍管理中心、西静园公墓、万泉河路、一亩园东路、西苑桥     |      | 不適用         |
| 出口 · B · 2          | 颐和园路     | 颐和园路（北侧）、西苑交通枢纽、北大园丁宿舍管理中心、西静园公墓、万泉河路、一亩园东路、西苑桥     |      | 不適用         |
| 出口 · C · 1          |              | 颐和园路（南侧）、龙湖星悦荟商业街、中国中医科学院西苑医院、西苑小学、二龙闸路、中直路、西苑医院路 |      | 不適用         |
| 出口 · C · 2          | 颐和园       | 颐和园路（南侧）、龙湖星悦荟商业街、颐和园、同庆街、二龙闸路、青龙桥、西苑                         |      | 不適用         |
| 註： 設有             |              | |      |                |

## 接驳交通
本站可换乘西苑枢纽站始发的公交线路，以及途经西苑的公交线路。由于通过的线路较多，西苑这一公交车站拥有多个站位：西行车站在颐和园路北侧自东向西分布，东行车站则分别位于中直路-颐和园路交口西南侧和颐和园路-中直路交口东南侧。

## 历史

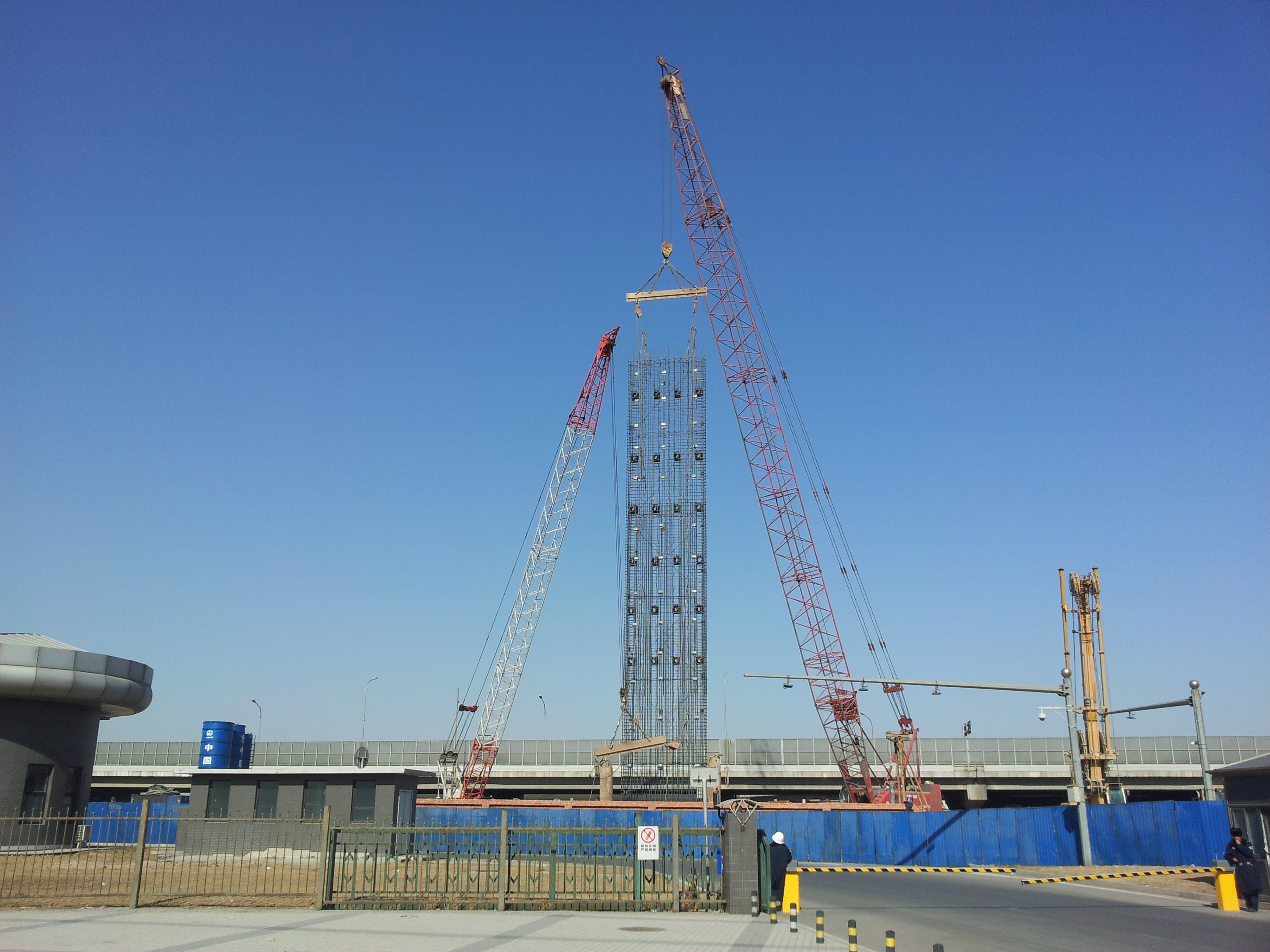
2014年3月，西苑站16号线的地下连续墙钢筋笼吊装工程

2003年1月，4号线开始车站设计招投标，本站被列为当时规划的22座车站之一，规划站名为颐和园站。2005年11月，北京市规划委员会举行地铁4号线车站站名命名方案研讨会，本站的两个备选站名为颐和园站和西苑站。2008年2月，本站定名为西苑站，彼时车站土建工程已完工，上下行盾构区间也已双线贯通。4号线西苑站于2009年9月28日启用。
2010年，为替代海淀区原先研究的4号线北延方案，北京市规划委提出一条由海淀山后至中心城区的新增轨道交通线路，当时具体方案仍在研究，但西苑是该线初步考虑经由的地区之一。同年11月，京港双方签订的意向协议书显示，海淀山后线被纳入16号线的一部分，在西苑与4号线换乘。2013年12月，海淀山后线改为16号线二期后确定在西苑设站，16号线西苑站也于同月开工。2015年6月16日，16号线西苑站主体结构封顶。
16号线西苑站于2016年11月8日通过单位工程验收。其后因施工改造，4号线西苑站A出入口自2016年11月12日起至2016年12月1日暂时关闭，同时4号线原有的站厅壁画《福山寿海》被移除，改为在16号线站厅以红色花岗岩进行重建。